# Rita Akarekor
Rita Akarekor (sinh ngày 13 tháng 2 năm 2001) là một nữ cầu thủ bóng đá người Nigeria. Cô hiện đang chơi bóng cho câu lạc bộ Delta Queens đang thi đấu tại Giải vô địch nữ Nigeria và đội tuyển bóng đá quốc gia Nigeria ở vị trí thủ môn. Cô được đánh giá là thủ môn xuất sắc nhất tại Giải vô địch bóng đá nữ Nigeria 2016 và là cầu thủ duy nhất ở vị trí thủ môn được đề cử là cầu thủ có giá trị nhất giải đấu.

## Sự nghiệp thi đấu

### Cấp Câu lạc bộ
Tại Giải vô địch bóng đá nữ Nigeria 2017, Akarekor ghi một bàn thắng trong trận thắng 2-0 của đội bóng của cô trước đối thủ là Adamawa Queens. Cô giải thích rằng đó mong muốn của cô là trong một thời gian có thể ghi một bàn thắng nhằm cạnh tranh trong giải đấu. Vào tháng 4 năm 2017, Akarekor có mặt trong đội hình đánh bại đội bóng nằm trong nhóm bị đe dọa xuống hạng là Saadatu Amazons với tỉ số 2-1. Một bàn thắng đến từ Amazons đã chấm dứt chuỗi trận sạch lưới của cô kéo dài từ hai trận đấu trước. Vào tháng 7 năm 2017, trận đấu áp chót trước khi kết thúc mùa giải thông thường, Akarekor đã giữ sạch lưới trước đối thủ Adamawa Queens tại sân vận động Atiku Abubakar.

### Cấp độ Quốc tế
Akarekor là một cầu thủ thi đấu bật trong đội hình vô địch Cúp bóng đá nữ châu Phi 2016.